# 지방도 제842호선
지방도 제842호선은 전라남도 영광군 군서면 마읍리교차로에서 홍농읍 가마미해수욕장을 잇는 전라남도의 지방도이다.
2003년까지 노선명이 '홍농 ~ 법성선'이었다가 영광군 군서면 ~ 법성면 구간을 연장하면서 기점과 종점을 바꿔 '군서 ~ 홍농선'이 되었다. 

## 연혁
- 1985년 12월 23일 : 기점을 '영광군 홍농읍 계마리', 종점을 '영광군 법성면 법성리'로 명시하고 도로개량이 완료된 영광군 홍농읍 상사리 ~ 법성면 법성리 4.46km 구간 도로예정지 해제[1]
- 1989년 1월 6일 : 영광군 홍농읍 계마리 ~ 법성면 법성리 10.584km 구간 도로예정지 해제[2]
- 1995년 12월 8일 : 기존 지방도 노선을 폐지하고 새로 지정. 이때 종점이 기존 영광군 법성면 법성리에서 '영광군 법성면 대덕리'로 변경됨.[3]
- 2003년 3월 27일 : 기점을 영광군 홍농읍 계마리에서 '영광군 군서면 남죽리'로, 종점을 영광군 법성면 법성리에서 '영광군 홍농읍 계마리'로 변경함. 이에 따라 노선명을 '홍농 ~ 법성선'에서 '군서 ~ 홍농0선'으로 변경하고 총 연장 27.0km가 됨.[4]
- 2005년 7월 5일 : 2008년 12월까지 법성지구(영광군 군남면 양덕리 ~ 설매리, 영광군 법성면 입암리) 개량공사를 위해 1.265km 구간 도로구역 변경[5]
- 2008년 5월 20일 : 2012년 12월까지 만곡 ~ 장산간 도로(영광군 군서면 만곡리 ~ 백수읍 장산리) 확포장공사를 위해 2.3km 구간 도로구역 변경[6]
- 2012년 3월 5일 : 만곡 ~ 장산간 도로(영광군 군서면 만곡리 ~ 백수읍 장산리) 2.3km 구간 확장 개통[7]
- 2013년 2월 13일 : 2016년 12월까지 우봉재(영광군 홍농읍 상하리 ~ 칠곡리) 개량공사를 위해 1.02km 구간 도로구역 변경[8]
- 2013년 4월 15일 : 영광군 백수읍 길용리 ~ 법성면 대덕리 2.89km 구간 개통[9]
- 2013년 12월 12일 : 2018년까지 원불교 영산성지 우회도로(영광군 백수읍 길용리) 개설공사를 위해 1.55km 구간 도로구역 변경[10]
- 2016년 10월 20일 : 2017년 5월까지 영광 법성지구(영광군 법성면 법성리) 개량공사를 위해 412m 구간 도로구역 변경[11]

## 주요 경유지
- 영광군
  - 군서면 군서면마읍리 교차로 - 송학리 - 남계리 - 만곡사거리
  - 백수읍 논산리 - 논산보건진료소 - 장산리 - 영산선학대학교 - 영천교 - 법백교
  - 법성면 법백교 - 대덕리 - 법성리 - 법성포굴비골목 - 법성포공용터미널 - 법성터미널앞 교차로 - 우체국앞 교차로 - 법성항 - 법성진성 - 홍농교
  - 홍농읍 홍농교 - 상하리 - 홍농읍상하리 교차로 - 홍농남초등학교(폐교) - 칠곡삼거리 - 영광칠곡농공단지 - 계마항 - 계마항삼거리 - 가마미해수욕장

## 중복 구간
- 영광군 법성면 법성터미널앞 교차로 ~ 홍농읍 홍농읍상하리 교차로 : 국가지원지방도 제15호선과 중복
- 영광군 홍농읍 홍농읍상하리 교차로 ~ 칠곡삼거리 : 국도 제77호선과 중복

## 도로명
- 영광군 군서면 마읍리교차로 ~ 백수읍 논산보건진료소 : 성지로
- 영광군 백수읍 논산보건진료소 ~ 영산선학대학교 : 장산로
- 영광군 백수읍 영산선학대학교 ~ 법백교 남단 : 해안로
- 영광군 백수읍 법백교 남단 ~ 법성면 법성리 : 법백로
- 영광군 법성면 법성리 ~ 법성터미널앞 교차로 : 굴비로3길
- 영광군 법성면 법성터미널앞 교차로 ~ 법성항 : 굴비로
- 영광군 법성면 법성항 ~ 홍농읍 홍농읍상하리 교차로 : 연우로
- 영광군 홍농읍 홍농읍상하리 교차로 ~ 칠곡삼거리 : 홍농로
- 영광군 홍농읍 칠곡삼거리 ~ 가마미해수욕장 : 가마미로